# Футбол России (телепередача)
«Футбо́л Росси́и» — телепрограмма о футболе в России, выходит один раз в неделю с 3 марта 2003 года. В настоящее время транслируется на информационном телеканале «Россия-24».
Первоначально её показывал телеканал «Россия» поздно ночью. С июня 2003 до марта 2004 года передача транслировалась на двух каналах — на «России» по понедельникам ночью и на «Спорте» в день окончания очередного тура (если это было в субботу или воскресенье) либо на следующий день после (во вторник, если тур оканчивался в понедельник) вечером. В этот период для каждого из каналов формат передачи был разным: на «Спорте» она была аналитической с элементами ток-шоу хронометражем один час, а на «России» — обзорной длительностью полчаса.
С марта 2004 по май 2013 года эксклюзивным вещателем передачи являлся телеканал «Спорт», впоследствии ставший телеканалом «Россия-2». С тех пор традиционно сначала выходила программа «Футбол России. Перед туром», которую вёл Илья Казаков, а затем, по окончании очередного тура чемпионата России, выходила программа «Футбол России. Итоги тура» с Игорем Будниковым (после ухода последнего с телеканала «Спорт» в 2007 году её ведущим стал Казаков). На каждой программе объявлялись лучший игрок и гол тура.
На программу часто приглашались такие эксперты, как Валерий Непомнящий, Александр Тарханов, Александр Бубнов, Евгений Ловчев. В конце выходила итоговая программа, где определялись лучший игрок и гол сезона.
В 2009 году первую программу «Футбол России. Перед туром» вёл Владимир Стогниенко, а «после тура» — Илья Казаков. Но затем они стали вести обе программы, чередуясь. Также одним из ведущих программы являлся Александр Бедарев.
В сезоне 2012/2013 «Футбол России» выходил в эфир только на время проведения Кубка России. С 2013 года — еженедельно, по пятницам (почти все новые выпуски вели Владимир Стогниенко и Наталья Кларк, задававшая вопросы пользователей сайта Sportbox.ru). В программу приглашались 2-3 журналиста, которые участвовали в обсуждении вместе с экспертом. В конце каждого выпуска показывался смешной футбольный видеоролик, загруженный на YouTube.
Также на «России-2» с 2011 по 2013 год выходила аналогичная передача «Футбол.ru», а в 2014—2015 годах — «Большой футбол».
С 7 ноября 2016 года, спустя 3 года, программа вернулась на экраны, но уже на телеканале «Россия-24» и в изменённом формате. Теперь она транслируется еженедельно по понедельникам вечером и без приложений.

## Рубрики

### 2003—2012 годы
- «Смотрим вместе» — известные люди смотрят и сами комментируют матчи чемпионата России.
- «Арбитраж» — Андрей Бутенко рассказывает о работе судейства в матчах чемпионата России.
- «Лучший гол» — 5 лучших голов тура.
- «Лучший вратарь тура» — 5 лучших вратарей тура по версии журнала «Огонёк» (существовала до 2007 года).
- «Был такой матч» — ретроспективная рубрика о матчах чемпионата России прошлых лет (существовала в конце 2000-х годов).
- «Дела вратарские» — о работе вратарей.
- «Символическая сборная» — лучшие игроки недели по версии газеты «Советский спорт».
- «Матч тура» — подробный обзор главного или центрального матча тура, включая историю личных встреч, заявочный список футболистов (включая список травмированных и дисквалифицированных футболистов) и представление арбитра данного матча с его статистикой.

### 2013 год
- «Экспертиза» — оценки центрального матча тура от Александра Бубнова.
- «Детальный разбор» отдельных комбинаций от Михаила Строганова.
- «Досье» — биография гостя передачи.
- «Слухи» — материалы из прессы, которые подтверждает или опровергает эксперт.
- «Блиц» — вопросы, предполагающие краткий ответ.

### С 2016 года
Формат передачи изменился. Теперь программа выходит из 8-й студии телеканала «Россия-24» (отсюда же выходят в эфир программы «Вести в 9:00» с Марией Моргун и Андреем Шляпниковым, «Вести в 22:00» с Алексеем Казаковым и ряд других проектов канала). По причине отсутствия прав на картинки с трансляций матчей программа не является обзорной, в отличие от предыдущих её версий, и состоит из интервью (беседы в студии). Ведущие с гостями поднимают в ней одну какую-либо проблемную тему: судейство, поля, вратари и так далее.

## Ведущие

### Нынешние ведущие
- Илья Казаков[9]
- Данила Махалин

### Бывшие ведущие
В разное время программу вели:
- Олег Денисов[11]
- Игорь Будников[12][13]
- Алексей Агранович[3][14]
- Аркадий Белый[15]
- Александр Бедарев
- Наталья Кларк (специальный выпуск от 8 марта 2012 года с гостьей Ларисой — супругой Романа Павлюченко)
- Роман Скворцов
- Владимир Стогниенко
- Тарас Тимошенко

## Ежегодные награды

### Лучший игрок
- 2008  Жирков, Юрий Валентинович
- 2007  Павлюченко, Роман Анатольевич[16]
- 2006  Аршавин, Андрей Сергеевич[17]
- 2005  Семшов, Игорь Петрович[18]
- 2004  Сычёв, Дмитрий Евгеньевич[19]
- 2003  Кержаков, Александр Анатольевич[20]

### Дебют
- 2008  Дзагоев, Алан Елизбарович

### Лучший гол
- 2008  Монарёв, Роман Геннадьевич (26-й тур)[21]
- 2007 / Ерёменко, Алексей Алексеевич (26-й тур)[22]
- 2006  Аршавин, Андрей Сергеевич[17]
- 2005  Семшов, Игорь Петрович[18]

## Пародии
- 19 июня 2011 года[23] в программе «Первого канала» «Большая разница» была сделана пародия на эту передачу. В заставке программы надпись «Футбол России» была заменена на «Программа о футболе»[24]. В пародии в качестве ведущего присутствовал комментатор Виктор Гусев, который не имеет отношения к коллегам из ВГТРК[25].
- 17 марта 2012 года в программе «Yesterday Live» был сделан ремикс на восьмую заставку передачи (2011—2013) с добавлением вокала: «Эй, смотрите, не пропустите, матч „Кубань“ — „Ростов“, интервью с врачом „Томи“, звёздный гость Иван Свистков. А в конце обзор первой лиги, да!».